# Église Saint-Pierre de Charcé
Pour les articles homonymes, voir Église Saint-Pierre.
L'église Saint-Pierre de Charcé est une église catholique située à Charcé-Saint-Ellier-sur-Aubance, en France.

## Localisation
L'église est située dans le département français de Maine-et-Loire, sur la commune de Charcé-Saint-Ellier-sur-Aubance.

## Historique
L'édifice est inscrit au titre des monuments historiques en 2001.